# Botev Peak
Botev Peak - góra na południowym krańcu Veleka Ridge (Tangra Mountains) we wschodniej części Wyspy Livingstona w archipelagu Szetlandów Południowych. Wysokość bezwzględna wynosi 370 m n.p.m. 
Nazwa pochodzi od położonego w pobliżu przylądka Botev Point.